# Juan Acosta (actor)
Juan Clemente Acosta (Buenos Aires, 15 de enero de 1957) es un actor, humorista y director de teatro argentino.

## Carrera
Actor dedicado exclusivamente al humor, trabajó en programas comoGasalla, El palacio de la risa, Un hermano es un hermano,  Uno por semana, Casados con hijos y Loco por vos. 
Trabajó en Esperando la carroza (1985), dirigida por Alejandro Doria, como el policía Peralta, papel que repitió en la secuela del 2009, Esperando la carroza 2[cita requerida]. Luego le siguieron otras películas como Cien veces no debo (1990), El juguete rabioso (1998), Dos ilusiones (2004), Más que un hombre (2007), Amapola (2014) y Gato negro (2014). Fue dirigido en la pantalla grande por Raúl de la Torre, Pino Solanas, Gastón Gallo y Eugenio Zanetti.
En teatro hizo stand up, revistas y comedias como  Mi mujer se llama Mauricio, 24hs de Humor, Monólogos de humor, Acosta de lo legal,Seeking Shakespeare, entre otros. En radio condujo el programa Polémica en el rock, por Radio Nacional Rock.
También han sido mediáticas sus apariciones en la pantalla chica argentina debido a sus polémicas declaraciones políticas y a discusiones con famosos, como con el actor Raúl Rizzo, Luis Ventura
y al ex secretario de Comercio Interior de Argentina Guillermo Moreno.

## Homenaje
En julio del 2019 fue declarado "Personalidad destacada de la cultura". El impulsor del proyecto, el legislador de Cambiemos Diego Marías, expresó al respecto: 

"Talentoso y con vigencia hace muchos años en el mundo del espectáculo, Juan Acosta es reconocido por ser de los primeros artistas que incursionó en el monólogo humorístico a mediados de los años ochenta. Después trabajó en cine, televisión y en teatro”, afirma Marías en sus curiosos fundamentos. Entre otras perlitas se destaca que mencione a Acosta como "de los primeros artistas" en incursionar en el "monólogo humorístico".

## Filmografía
- 2022: Guía para muertos recientes
- 2021: Olaf
- 2014: Gato negro
- 2014: Amapola
- 2009: Esperando la carroza 2
- 2007: Más que un hombre
- 2006: Esfumate (Cortometraje)
- 2006: 31 (Cortometraje)
- 2004: Dos ilusiones
- 2001: Click!
- 1998: El juguete rabioso
- 1996: Hinchadas (Cortometraje)
- 1992: El viaje
- 1990: Cien veces no debo
- 1986: Pobre mariposa
- 1985: Esperando la carroza

## Televisión
- 2016: Loco por vos.
- 2006: Cantando por un sueño.
- 2005: Casados con hijos, ep. Los de afuera tiran palos.
- 2005: Bajo el mismo techo.
- 2004/2005: Historias de sexo de gente común.
- 1999/2000: Uno por semana.
- 1999: La cueva del chancho.
- 1998/1999: La nocturna.
- 1994/1995: Un hermano es un hermano.
- 1992/1993: El palacio de la risa.
- 1992: Gasalla en la Torre de Babel.
- 1991: Gasalla 91.
- 1987/1990: El mundo de Antonio Gasalla.

## Teatro

### Como actor
- Ciclo Ahora acá - Espacio de experimentación teatral
- El Narizazo 1° Festival de clown y humor
- Mi mujer se llama Mauricio
- Alacran y Acosta en la plaza
- 24hs de Humor
- Monólogos de humor
- Humor Y Swing
- Monólogos de Juan Acosta
- Acosta de lo legal (remixado)
- Juan acosta sus amigos
- Seeking Shakespeare
- Stand Up en el Bululú
- Acosta de Acosta
- Es... Tragos de Humor y Magia
- La revista para todos
- Acosta de Veronelli
- El rotativo del humor
- Acosta de lo Legal
- La mesa de los galanes
- Acosta TV Show
- Reirse no tiene precio
- Alacrán y Acosta te baten la posta
- Humor de pie
- Buenos Aires, buen humor
- Humor a la ReFaSi

### Como director
- Las Hermanas de Pinky.
- Acosta TV Show